# Стена и башня
Стена и башня (ивр. חומה ומגדל‎ — Хома́ у-мигда́ль) — тактика строительства поселений в подмандатной Палестине, применявшаяся еврейским населением страны в период арабского восстания 1936—1939 годов.
Появление такой тактики было вызвано действиями арабских националистов, пытавшихся вытеснить евреев с помощью вооруженной борьбы. Создание поселений по тактике «Стена и башня» было частью политики сдерживания, применяемой руководством ишува против агрессивных действий арабов.
Цели создания поселений по такой тактике:
1. Создание еврейского присутствия в тех районах страны, где его не было (например, создание поселений в долине Бейт-Шеана, в окрестностях Акко и в некоторых районах Галилеи).
2. Строительство поселений в районах, где еврейские посёлки расположены далеко друг от друга. Создание непрерывной цепи еврейских поселений.
3. Укрепление еврейских позиций на границах подмандатной территории. Так были созданы поселения Ханита в северной части страны, кибуц Негба на юге и Эйн-Гев в Эмек-ха-Ярден.
4. Создание защитного барьера, чтобы отрезать базы арабских террористов в центре страны в Самарии от баз снабжения в Галилее (например, поселение Бейт-Шеана).
5. Создание защитных пунктов, которые препятствовали проникновению арабских банд из Трансиордании и Сирии.

В общей сложности таким образом было основано 55 (по другим данным, 52 или 53) поселения.
Такие поселения на купленной земле строились за одну ночь, территорию огораживали, а в центре возводили сторожевую вышку, с которой просматривалась округа. Мандатные власти запрещали строительство новых еврейских поселений, но по сохранившимся со времён османского господства законам на здания, построенные за одну ночь, от заката до рассвета, не требовалось разрешения, а сносить их не позволялось, и задача состояла в том, чтобы закончить строительство до того, как будут подтянуты британские войска и полиция.

## Список поселений
| №  | Название                       | Дата основания   |
| -- | ------------------------------ | ---------------- |
| 1  | Кфар-Хитим                     | 7 декабря 1936   |
| 2  | Тель-Амаль (сегодня Нир-Давид) | 10 декабря 1936  |
| 3  | Сде-Нахум                      | 5 января 1937    |
| 4  | Масада                         | 21 марта 1937    |
| 5  | Гиносар                        | 25 февраля 1937  |
| 6  | Шаар-ха-Голан                  | 21 марта 1937    |
| 7  | Бейт-Йосеф                     | 9 апреля 1937    |
| 8  | Мишмар-ха-Шлоша                | 13 апреля 1937   |
| 9  | Тират-Цви                      | 30 июня 1937     |
| 10 | Моледет                        | 4 июля 1937      |
| 11 | Эйн-ха-Шофет                   | 5 июля 1937      |
| 12 | Эйн-Гев                        | 6 июля 1937      |
| 13 | Маоз-Хаим                      | 6 июля 1937      |
| 14 | Хафец-Хаим                     | 15 августа 1937  |
| 15 | Кфар-Менахем                   | 28 июля 1937     |
| 16 | Уша                            | 5 августа 1937   |
| 17 | Цур-Моше                       | 13 сентября 1937 |
| 18 | Ханита                         | 21 марта 1938    |
| 19 | Шавей-Цион                     | 13 апреля 1938   |
| 20 | Сде-Варбург                    | 17 мая 1938      |
| 21 | Рамат-Хадар                    | 26 мая 1938      |
| 22 | Алоним                         | 26 июня 1938     |
| 23 | Маале-ха-Хамиша                | 17 июля 1938     |
| 24 | Тель-Ицхак                     | 25 июля 1938     |
| 25 | Бейт-Иехошуа                   | 17 августа 1938  |
| 26 | Эйн-ха-Мифрац                  | 25 августа 1938  |
| 27 | Мааян-Цви                      | 30 августа 1938  |
| 28 | Шарон                          | 16 ноября 1938   |
| 29 | Геулим                         | 17 ноября 1938   |
| 30 | Элон                           | 24 ноября 1938   |
| 31 | Неве-Эйтан                     | 25 ноября 1938   |
| 32 | Кфар-Руппин                    | 25 ноября 1938   |
| 33 | Кфар-Масарик                   | 29 ноября 1938   |
| 34 | Месилот                        | 22 декабря 1938  |
| 35 | Гешер                          | 13 августа 1939  |
| 36 | Далия                          | 1 мая 1939       |
| 37 | Дафна                          | 3 мая 1939       |
| 38 | Дан                            | 4 мая 1939       |
| 39 | Сде-Элиягу                     | 7 мая 1939       |
| 40 | Маханаим                       | 23 мая 1939      |
| 41 | Шадмот-Двора                   | 23 мая 1939      |
| 42 | Шорашим                        | 23 мая 1939      |
| 43 | Ха-Зорим                       | 23 мая 1939      |
| 44 | Тель-Цур                       | 23 мая 1939      |
| 45 | Кфар-Гликсон                   | 23 мая 1939      |
| 46 | Маапилим (сегодня Неве-Ям)     | 23 мая 1939      |
| 47 | Афек                           | 28 мая 1939      |
| 48 | Хамадия                        | 23 июня 1939     |
| 49 | Кфар-Неттер                    | 26 июня 1939     |
| 50 | Негба                          | 12 июля 1939     |
| 51 | Бейт-Орен                      | 1 августа 1939   |
| 52 | Амир                           | 29 октября 1939  |

### В культуре
- Создание поселения по системе «Стена и башня» подробно описано в романе Леона Юриса «Исход».